# Sascha Dieterich

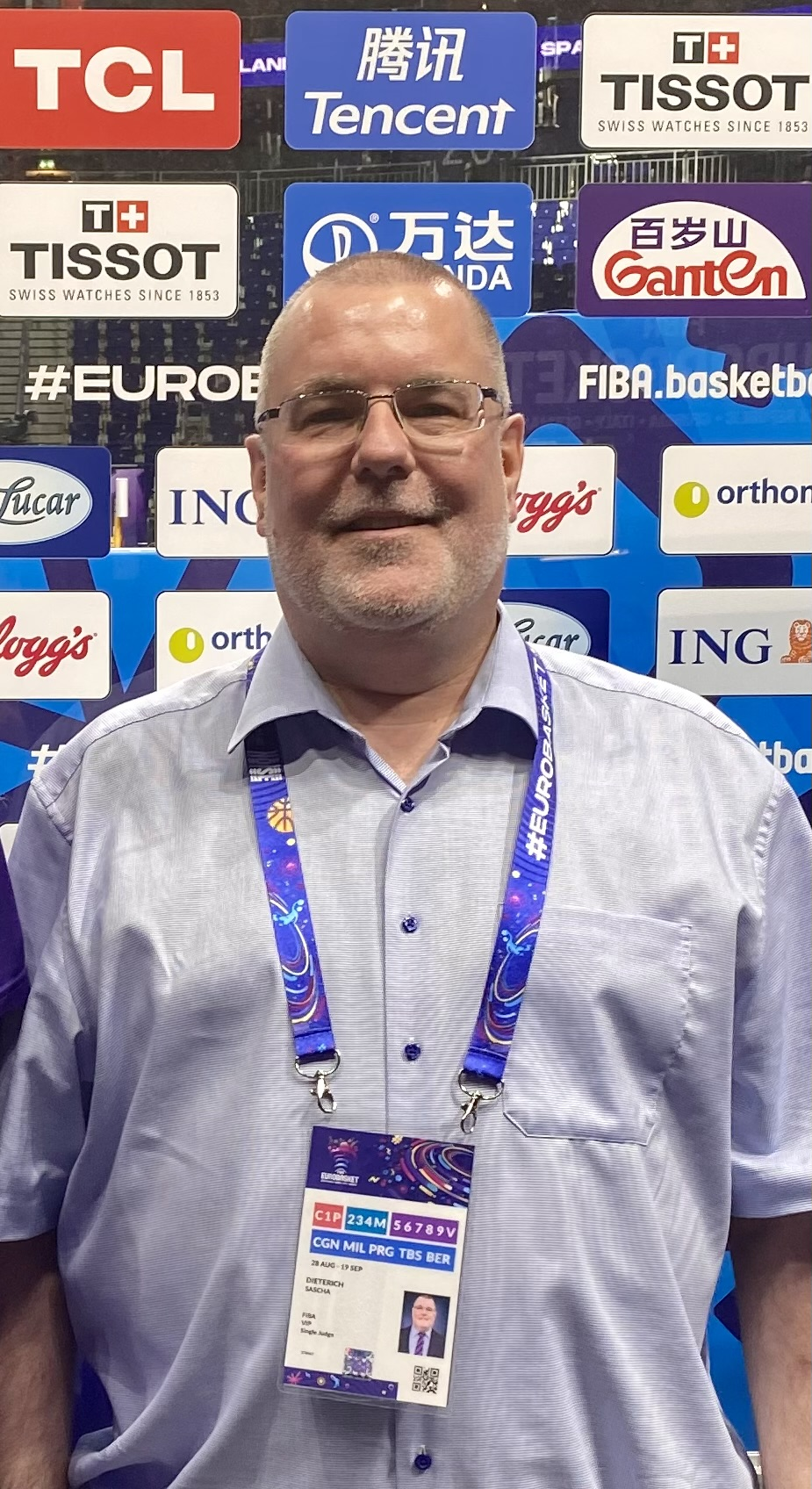
Sascha Dieterich Eurobasket 2022

Sascha Dieterich (* 18. Mai 1972 in Hamburg) ist ein deutscher Sportfunktionär und Rechtsanwalt.

## Tätigkeiten Basketball
Bereits als 18-Jähriger fungierte er als Kreisjugend-Referent des Kreises Nordost im Bezirk Oberbayern. 1997 wurde Dieterich Landes-Jugendwart in Bayern, 2000 Mitglied des DBB-Jugendausschusses und trat 2006 auf dem Bundestag des Deutschen Basketball Bundes in Rust als Vizepräsident Ressort II (Jugend) die Nachfolge von Ingo Weiss an.
In seiner Funktion war er gleichzeitig Vorsitzender der Nachwuchs-Leistungssport-Kommission und nach der Gründung Vorsitzender der Ligaausschüsse der Nachwuchs-Basketball-Bundesliga (NBBL), der Jugend-Basketball-Bundesliga (JBBL) sowie der Weiblichen-Nachwuchs-Basketball-Bundesliga (WNBL). Neben der Entwicklung des Leistungssports trieb er in seiner Amtszeit schwerpunktmäßig die Förderung des Mini- und Mädchen-Basketballs voran. Nach seinem Ausscheiden aus dem Präsidium 2011 betreut er als Delegationsleiter die U20-Herren-Nationalmannschaften sowie die deutsche Auswahlmannschaft bei der Sommeruniversiade im russischen Kasan.
Im Mai 2010 wurde er erstmals in die Jugendkommission des Europäischen Basketball Verbands (FIBA Europa.) berufen, stieg 2014 zu deren Vizepräsident auf und wurde im Juni 2019 für weitere vier Jahre im Amt bestätigt. Im Juni 2023 wurde er in die Technische Kommission der FIBA Europa berufen.
Seit 2017 ist er Versammlungsleiter der Bundestage des Deutschen Basketball Bundes und seit 2023 Vorsitzender der Anti-Doping-Kommission.
Als Trainer war Dieterich von 1997 bis 2000, von 2015 bis 2017 und wieder seit 2022 als Bezirksauswahltrainer in Oberbayern tätig. Ansonsten betreute er Jugendmannschaften in verschiedenen Vereinen, u. a. beim TV Miesbach und dem Jugendförderverein Oberland. Seit 2005 gehört er dem Trainer-Prüfer- und Ausbilderausschuss des Bayerischen Basketball Verbands an, 2013 bis 2017 und wieder seit 2020 leitet er das Trainerressort des Basketball-Bezirks Oberbayern. Seit 2020 gehört er auch der Trainerkommission des Bayerischen Basketball Verbands an.
In seiner Funktion als Basketball-Schiedsrichter kam er bis in die 1. Regionalliga und ist seit 1995 Schiedsrichterausbilder. Als Technischer Kommissar war er 2013 bis 2019 in der Basketball-Bundesliga (BBL) und 2017 bis 2019 als Technischer Delegierter in der Basketball-Champions League im Einsatz.
Seit Sommer 2020 ist er Vorsitzender des Jugendfördervereins Oberland e. V.

## Sonstige Tätigkeiten im Sport
Neben seiner beruflichen Tätigkeit ist er seit 2009 Richter am Deutschen Sportschiedsgericht in Köln, von 2012 bis 2019 Vorsitzender des Schiedsgerichts der Damen-Basketball-Bundesligen (DBBL) und seit Juni 2019 Richter des europäischen Basketballverbands (FIBA Europa).
Von 2002 bis 2008 sowie von 2012 bis 2016 war er stellvertretender Vorsitzender der Bayerischen Sportjugend im Bayerischen Landes-Sportverband und dort unter anderem Mitglied im Landesleistungsausschuss, im Liegenschaftsausschuss, im Fachausschuss Lehrarbeit und Bildung sowie der Satzungs- und Strukturkommission. Schwerpunktmäßig befasste er sich mit den Freiwilligendiensten im Sport.
Dieterich wurde 2011 mit dem Diskus der Deutschen Sportjugend ausgezeichnet, der höchsten Ehrung im deutschen Jugendsport.